# Bernard Lavergne
Bernard Lavergne (1884-1975) was een Frans econoom. 
Lavergne was hoogleraar aan de juridische faculteiten van de universiteiten van Lille, Algiers en Parijs. In 1921 richtte hij samen met Charles Gide, eveneens een Franse econoom, het wetenschappelijke tijdschrift La Revue des études coopératives devenue op, later hernoemd tot La Revue des études coopératives mutualistes et associatives (RECMA).
In 1938 nam hij deel aan het Walter Lippmann Colloquium, waar op uitnodiging van de Franse filosoof Louis Rougier liberale intellectuelen en economen bijeenkwamen om een alternatief te ontwikkelen voor het in populariteit afgenomen klassiek-liberalisme en de als bedreigend ervaren opkomst van het collectivisme en socialisme.
- Bibliothèque nationale de France: cb12463230k (data)
- Gemeinsame Normdatei: 124728189
- International Standard Name Identifier: 0000 0001 2103 7628
- Library of Congress Control Number: no2019181043
- Base Léonore: 19800035/1322/53089
- Nationale Bibliotheek van Tsjechië: skuk0003625
- Nationale Bibliotheek van Israël: 987007413178405171
- Nederlandse Thesaurus van Auteursnamen: 07142055X
- Istituto Centrale per il Catalogo Unico: RAVV057057
- Système universitaire de documentation: 027765822
- Virtual International Authority File: 108905598